# تیم ملی فوتسال زنان برزیل
تیم ملی فوتسال زنان برزیل  نماینده کشور برزیل در مسابقه‌های بین‌المللی است و زیر نظر فدراسیون فوتبال برزیل اداره می‌شود. برزیل با شش قهرمانی متوالی در قهرمانی فوتسال زنان جهان و مجموع شش قهرمانی به عنوان قدرتمندترین تیم فوتسال در جهان شناخته می‌شود. تیم ملی فوتسال زنان برزیل در تمامی دوره‌های قهرمانی فوتسال زنان جهان شرکت داشته است.